# 横田嘉右衛門
横田 嘉右衛門（よこた かえもん、1897年（明治30年） - 1981年（昭和56年）9月24日）は、日本の薬学者。製薬学（有機製造化学）を専門とした富山薬学専門学校校長、富山大学学長を歴任。学位は、薬学博士（東京帝国大学）、日本薬学会名誉会員。

## 生涯

### 前半生
福島県出身で、生家は薬屋、造り酒屋を営んでいた。会津中学、四高第二部薬学科を経て、1923年（大正12年）に東京帝国大学医学部薬学科を卒業。同年1年志願兵として入営（陸軍三等薬剤官）。1925年（大正14年）、東大医学部助手に任ぜられる。
慶松勝左衛門教授（薬品製造学教室）の助手として勤務し、慶松との共同論文を発表した。横田は制癌剤合成研究の先駆者の一人である。1933年（昭和8年）、岐阜薬学専門学校教授となり翌年博士号を取得。徳島高等工業学校教授（製薬化学科長）を経て、1944年（昭和19年）4月に第四代富山薬学専門学校校長となる。

### 富山
この時期は太平洋戦争の末期であり、入学式が行われた1945年（昭和20年）8月1日の夜、富山大空襲に見舞われる。横田は学校特設防護団長でもあり、職員生徒らと消火活動を行ったが効果は上がらず、御真影を守って退避した。重要図書や備品は疎開させていたため無事であったが、校舎は焼失した。富山薬学専門学校の被害は全国の高等専門学校中最大のもので、廃校も噂された。戦後、横田は文部省に事態を報告したが、この報告後の横田について『富山大学薬学部七十五年史』は、文部省を頼るわけにはいかず、「非常な決意をなしたもののようであった」と記している。学校関係者は復興期成同盟会を結成し、再建を目指した活動が始まった。関係者は戦後の混乱した状況の中で卒業生らの寄付金を集めて回り、在学生も喫茶店を開業して資金集めに加わった。横田自身は製薬会社等に協力を求めて回り、横田の行脚の様子は「鉄のわらじ」と形容されている。横田の報告を受けた大蔵省は、寄付金を免税とする措置をとった。この大蔵省の処理は特例措置である。富山薬学専門学校の努力は400万円超の寄付金として実り、校舎再建が成ったのは1947年（昭和22年）4月15日である。
学外では薬事審議会の委員に選ばれ、委員会は薬学専門学校の4年制への移行などで意見がまとまっている。1949年（昭和24年）、富山薬学専門学校は富山大学へ移行してその薬学部となり、横田は初代学部長に就任する。製薬学を担当したほか、「ジメチルアミン誘導体の研究」、「砒素有機化合体の合成研究」、「医薬品製剤の防黴に関する研究」を行った。1961年（昭和36年）12月に学長に選任されるが、この横田の学長就任は薬学出身者が日本の国立大学トップに就任した最初の事例である。在任期間は1969年（昭和44年）3月までの2期約8年で、辞任は大学紛争（大学闘争）の最中であった。在任中に大学院薬学研究科、和漢薬研究施設（現和漢医薬学総合研究所）の設置が実現している。後者は富山の特色を活かす研究を政府が認めたものである。その後富山医科薬科大学参与に就任し、没年までその任にあった。同大にはその遺産を基にした横田基金が設けられ、富山大学に引き継がれている。
妻の愛子は会津若松在の商家鈴木家（鈴利）の出身で、横田夫妻は幼馴染であった。郷里の後進高久晃は、横田の人柄をその贈られた色紙『春風接人 秋霜接己』のようであったと述べている。